# Carmina (nombre propio)
Carmina es un nombre propio de mujer, que puede estar vinculado o hacer referencia a los artículos de Wikipedia que se indican a continuación:

## Patronímicos
- Carmina Barrios (1953-), apodo artístico de Josefina del Carmen Barrios Huertas, actriz española, madre de los también actores María León y Paco León.
- Carmina Ordóñez (1955-2004), apodo artístico de Carmen Ordóñez, también conocida como Carmen Cayetana Ordóñez González, mujer protagonista de la prensa del corazón española.
- Carmina Riego (1964-), también conocida como Carmina Riego Ramírez, actriz y gestora cultural chilena.
- Carmina Verdú (1983-), también conocida como Carmina Verdú Ferrer, ex gimnasta rítmica española, que fue componente de la selección nacional de gimnasia rítmica de España en modalidad individual y de conjuntos.
- Carmina Virgili (1927-2014), también conocida como Carmina Virgili Rodón, geóloga, política, gestora científica española.
- Rosa Carmina Riverón Jiménez (1929-), conocida artísticamente como Rosa Carmina, actriz de cine y televisión, bailarina, cantante, rumbera, y vedette mexicana de origen cubano.

- Datos: Q21147582
- Multimedia: Carmina (given name) / Q21147582